# Dystrykt Mastung
Dystrykt Mastung (urdu: ضلع مستونگ) – dystrykt w południowo-zachodnim Pakistanie w prowincji Beludżystan. W 1998 roku liczył 164 645 mieszkańców (z czego 53,04% stanowili mężczyźni) i obejmował 20 447 gospodarstw domowych. Siedzibą administracyjną dystryktu jest Mastung.